# 東フィンランド大学

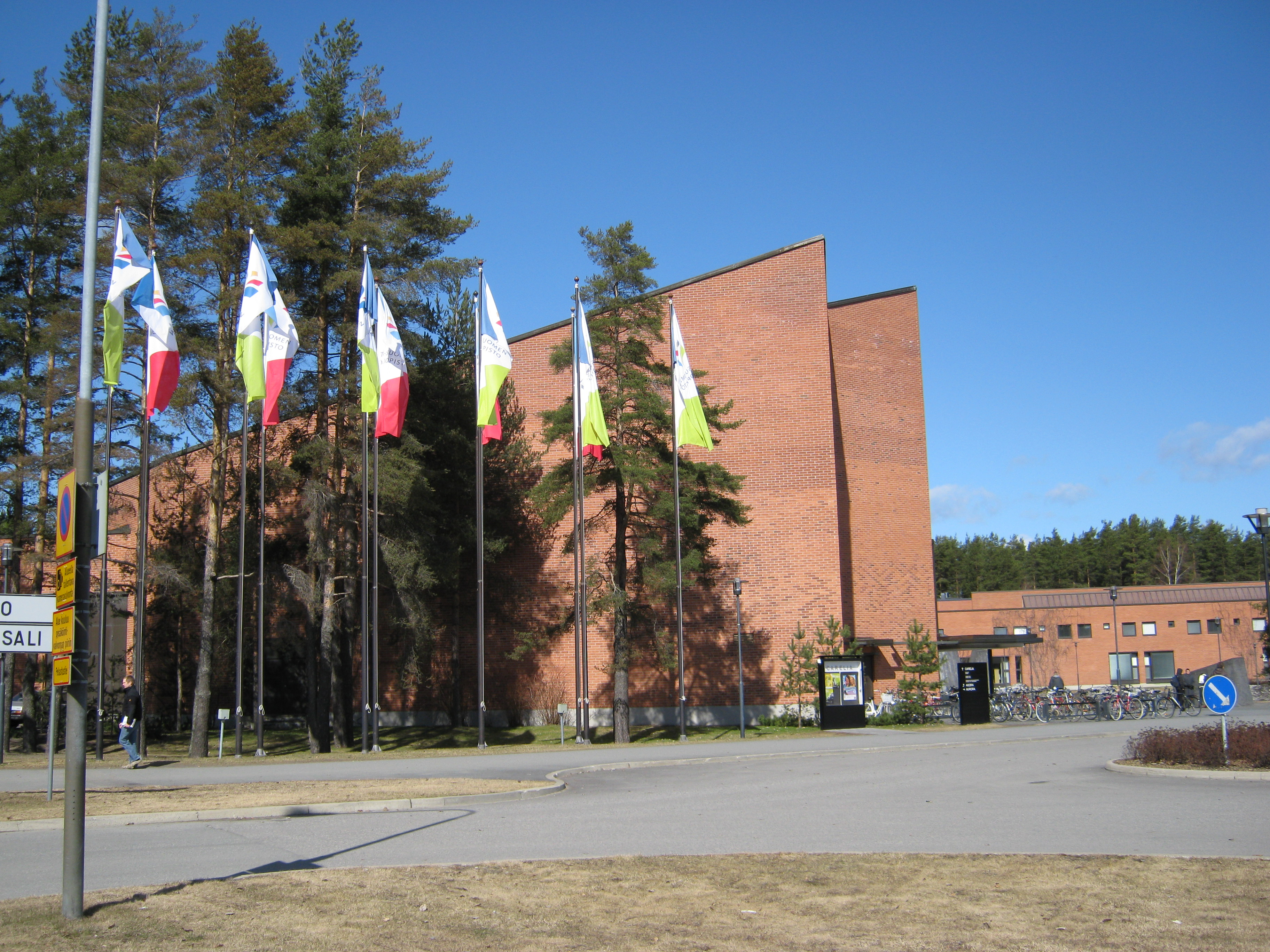
カレリアビルディング（ヨエンスーキャンパス）

東フィンランド大学（フィンランド語: Itä-Suomen yliopisto）は、フィンランドのヨエンスーとクオピオにキャンパスを持つ大学で、2010年に設立された。

## 歴史
フィンランド議会は2009年6月16日に大学法を可決した。この法律は、各大学に公法人または財団として独立した法人格を与えることで、フィンランドの大学の自治を拡大した。また、大学の管理および意思決定システムも改革された。

### 合併
2006年 - ヨエンスー大学とクオピオ大学は、フィンランドの高等教育機関の構造的発展を目的とした教育省のプログラムの一環として、相互協力の強化を決定した。東フィンランド大学設立プロジェクトは、教育省の重点プロジェクトの一つとして選定され、ライヨ・ヴィヒコ教授が率いるワーキンググループが結成された。
2007年 - ライヨ・ヴィヒコ教授のワーキンググループは、両大学間の協力をさらに強化することを提案する報告書を提出した。数週間後、両大学の評議会は正式に合併に合意し、新しい大学を設立することを決定し、その名称を東フィンランド大学とした。
2008年 - 東フィンランド大学の組織構造と戦略が完成した。ヨエンスー大学とクオピオ大学は、経済学および経営学の共同学位授与権を取得した。
2009年 - 東フィンランド大学への最初の共同学生募集は、2009年に経済学および経営学、そして社会科学の分野で実施された。2009年5月には、ヨエンスー大学、クオピオ大学、および南京大学の共同事業である中芬環境研究センター（SFERC）が中国の南京に開所した。これは、フィンランドの大学が中国に設立した初の恒久的なサテライトキャンパスであり、林業、エネルギー、環境問題に関する高等教育と研究に焦点を当てている。
2010年 - 東フィンランド大学は2010年1月に正式に業務を開始し、これによりヨエンスー大学とクオピオ大学の業務は正式に終了した。東フィンランド大学は2010年に歯学教育の提供を開始した。
2020年 - 2020年には言語病理学（言語聴覚療法）の教育責任を付与され、2022年には工学の教育責任も付与された。

## 所在地

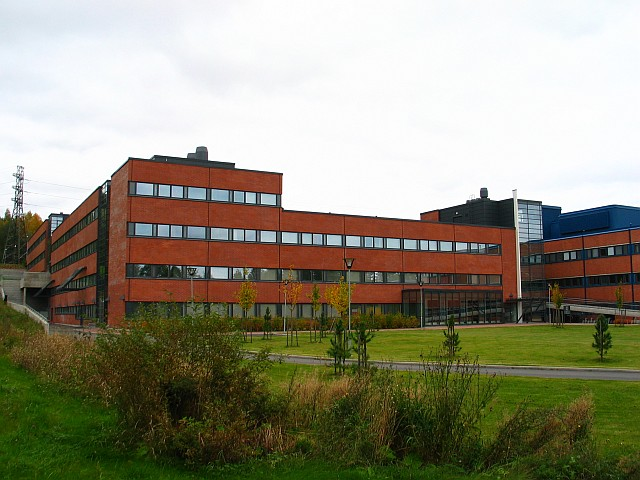
クオピオキャンパスの主要な建物の1つ、Mediteknia

東フィンランド大学には、ヨエンスーとクオピオの2つのキャンパスがあり、両者は約130キロメートル (81 mi)離れている。

## 管理体制
東フィンランド大学の管理は、大学理事会、学長および学術担当学長、合議機関、学部評議会および学部長によって監督されている。大学の実務的な管理業務は、大学サービスの職員が担当している。
理事会
東フィンランド大学の理事会は、大学の最高執行機関である。理事会は合計10名の委員で構成され、そのうち4名は外部委員である。理事の任期は3年である。
学長および学術担当学長
東フィンランド大学には学長と学術担当学長がいる。学長と学術担当学長は理事会によって選出される。2019年には、Lea Ryynänen-Karjalainenが率いる理事会が、Jukka Mönkkönenを2期目（2020年開始）の学長に満場一致で任命した。この理事会は10名の委員（Jaakko Kiander（副議長）、Jari Jolkkonen、Jukka Pelkonen、Erkki Pesonen、Juho Pulkka、Jaana Rekolainen、Tomi Rosti、Olli Siirola、Matti Tolvanen）で構成されていた。Tapio Määttäが学術担当学長に選出された。東フィンランド大学は、2025年からの任期で学長モデルを改革し、学長1名と副学長2名を任命する予定である。現在の学長および学術担当学長の任期は2024年12月31日に終了する。東フィンランド大学理事会は、2025年1月1日から始まる5年間の任期で、学術担当学長であり法学教授のTapio Määttäを新しい学長に選出した。また、理事会は保健科学部の学部長であり医学博士のJussi Pihlajamäkiを研究担当副学長に、哲学部副学部長であり教育科学教授のLaura Hirstoを教育担当副学長に選出した。
合議機関
東フィンランド大学の合議機関は24名の委員で構成され、教授、教員・研究員・一般職員、学生団体からそれぞれ8名ずつが選出される。委員の任期は4年だが、学生団体の代表者の任期は2年である。
学部評議会と学部長
東フィンランド大学には、1) 哲学部、2) 科学・林業・技術学部、3) 保健科学部、4) 社会科学・ビジネス研究学部の4つの学部評議会があり、それぞれ学部長が率いている。

## 研究と教育
東フィンランド大学は学際的な大学である。UEFの4つの学部では、約100の主要科目と学位プログラムで教育を提供している。大学の年間学生受け入れ数は約3,300人であり、毎年約31,000件の入学申請がある。大学は、医学・薬学、人文科学、教育学、経済学・経営学、自然科学、森林科学、心理学、神学、健康科学、社会科学、法学、工学の12分野で学士、修士、博士レベルの教育を提供している。

### 研究の重点分野
東フィンランド大学の研究の重点分野は、以下の4つの地球規模の課題を中心に構築されている。
- 高齢化、ライフスタイル、健康
- 多様化する学習と相互作用
- 文化的出会い、移動、境界
- 環境変化と天然資源の持続可能な利用

東フィンランド大学は、これらの課題に学際的な研究コミュニティ（RCs）内で実施される研究を通じて取り組んでいる。大学の研究コミュニティは以下の通りである。
- 基礎・橋渡し・臨床心臓血管医学
- 国境、モビリティ、文化交流
- 気候変動、生態系、健康
- 創薬および送達技術
- 社会および保健サービスの有効性
- 森林およびバイオエコノミー
- デジタル化された社会における学習
- 代謝性疾患
- 多分野にわたるがん研究
- 筋骨格系疾患
- 神経科学
- フォトニクス
- 水資源および水生環境の持続可能な共同管理
- 持続可能な資源社会：循環経済、エネルギー、原材料

## 国際協力
東フィンランド大学は、広範な海外パートナーネットワークを持つ国際的な研究大学である。大学は、約70の海外大学と協力に関する二国間協定を締結している。さらに、大学はいくつかの国際ネットワークや専門分野プロジェクトに参加しており、大学の教員・研究員および学生は、様々なモビリティプログラムに積極的に参加している。
大学は、北極大学の積極的なメンバーである。UArcticは、環極北地域を拠点とする国際協力ネットワークであり、北極地域における教育と研究の推進に関心を持つ200以上の大学、カレッジ、その他の組織で構成されている。
大学はUArcticのモビリティプログラムであるnorth2northに参加している。このプログラムの目的は、加盟機関の学生が北部の様々な地域で学ぶことを可能にすることである。

## 統計
東フィンランド大学には、合計約3,200人の教職員と16,000人の学生が在籍している。
フィンランド教育文化省は、2013年8月1日付で東フィンランド大学に法学分野の学位授与権を付与し、大学の専攻分野は合計13となり、フィンランドで最も学際的な大学となった。
2010年の設立以来、東フィンランド大学は世界の主要大学ランキングに頻繁に、事実上毎年登場しているものの、近年ほとんど全てのランキングで順位を落としている。QS世界大学ランキングとタイムズ・ハイアー・エデュケーション世界大学ランキングが発表する50年未満の若手世界トップ大学ランキングでは、QS（2021年）で71-80位、THE（2019年）で49位にランクインした。
2012年には、タイムズ・ハイアー・エデュケーションにより世界トップ300-350大学にランク付けされた。2023年には、世界大学ランキングで601-800位にランクされ、全ての指標でパフォーマンスの低下が示されている。同様に、2012年にはQS世界大学ランキングで302位であったが、現在は世界551-560位にまで順位を下げている。この傾向は、Jukka Mönkkönenが学長に就任した2015年から始まり、同時期に進行している。この年、大学はQS世界大学ランキングで267位という最高のスコアを記録したが、それ以来順位を下げている。同様に、上海交通大学が発表した2020年学術世界大学ランキングでは、東フィンランド大学は世界トップ501-600大学にランクインしたが、2023年には601-700位にまで順位が下がっている。